# Mimacraea
Mimacraea är ett släkte av fjärilar. Mimacraea ingår i familjen juvelvingar.

## Bildgalleri

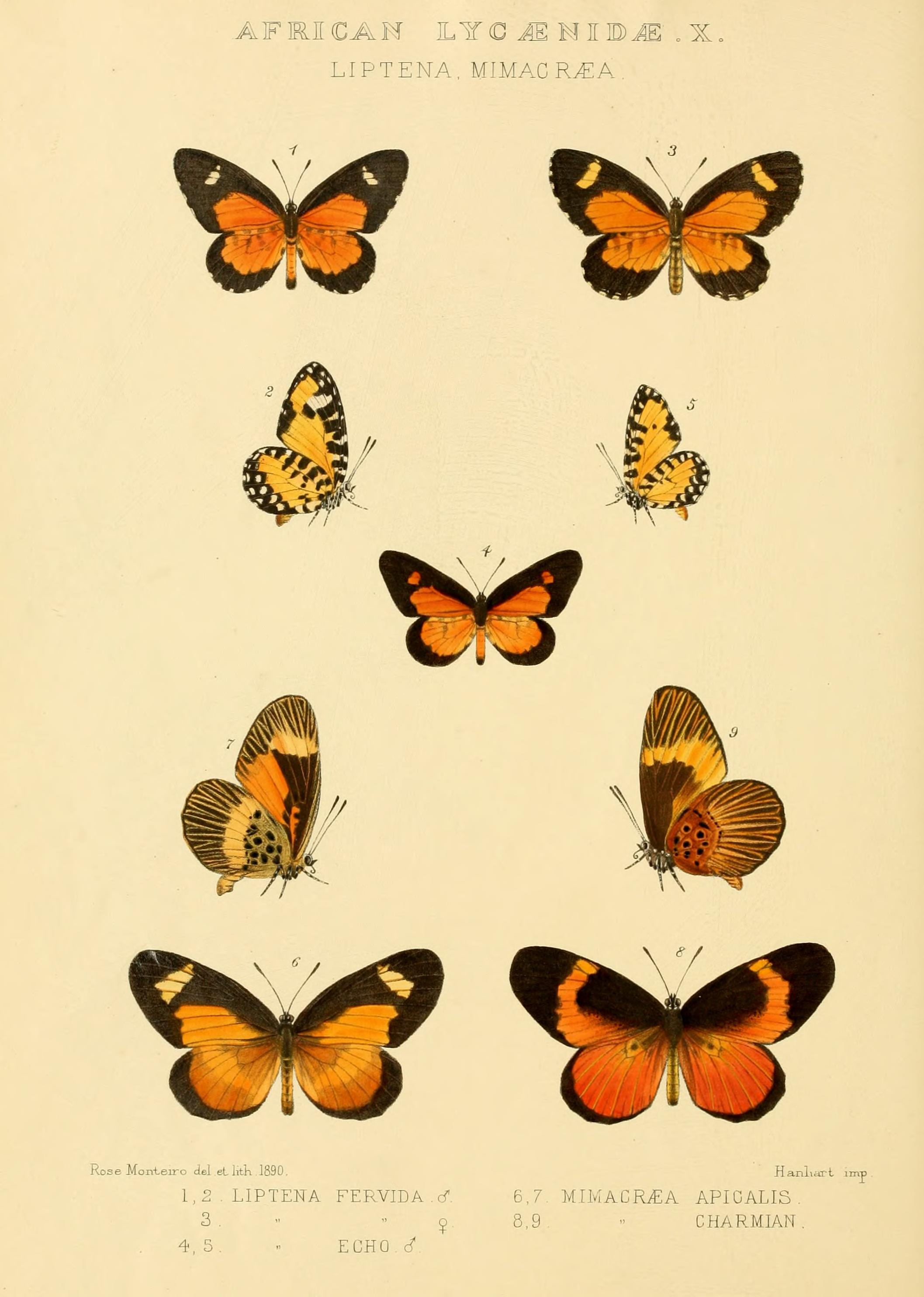
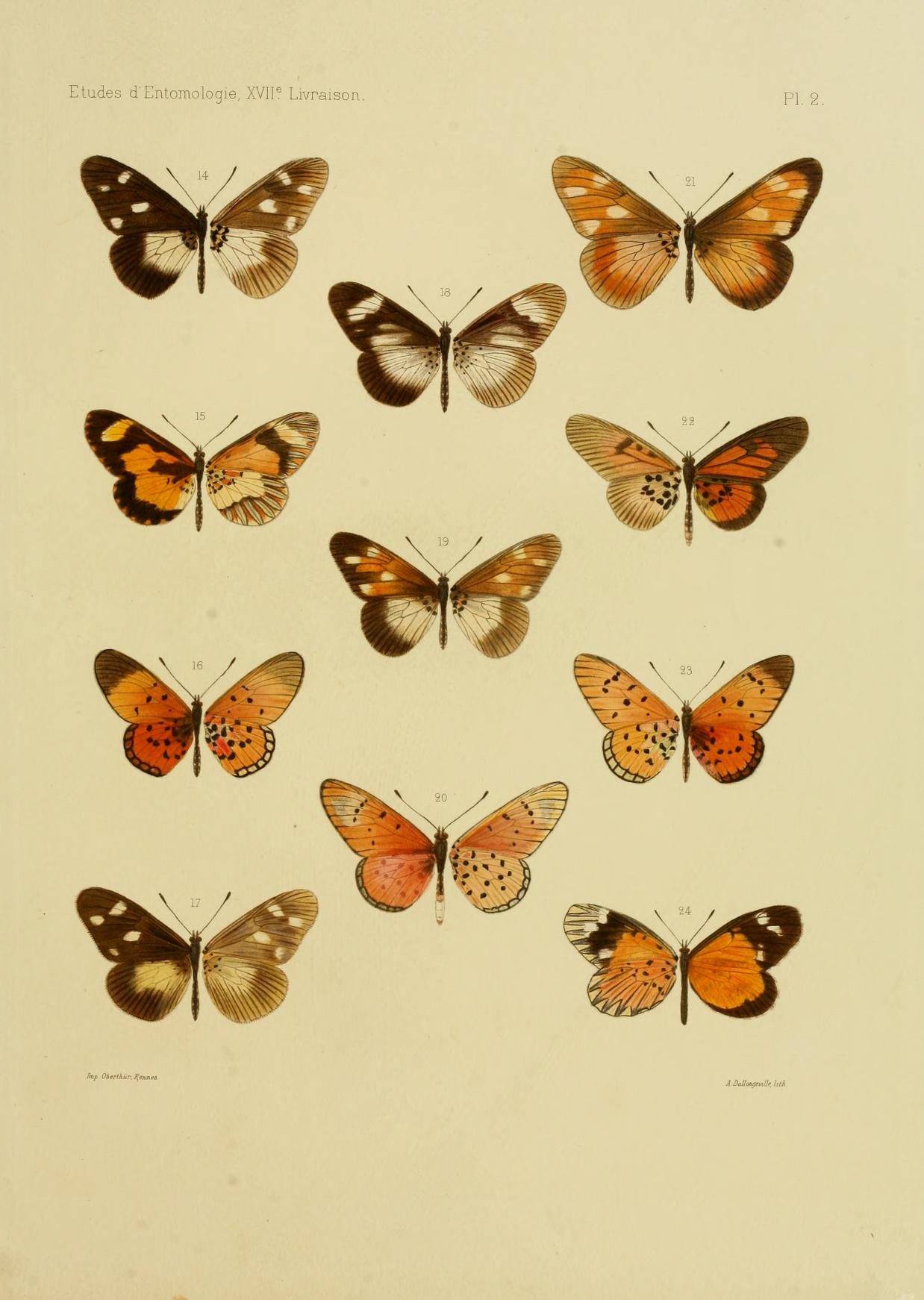
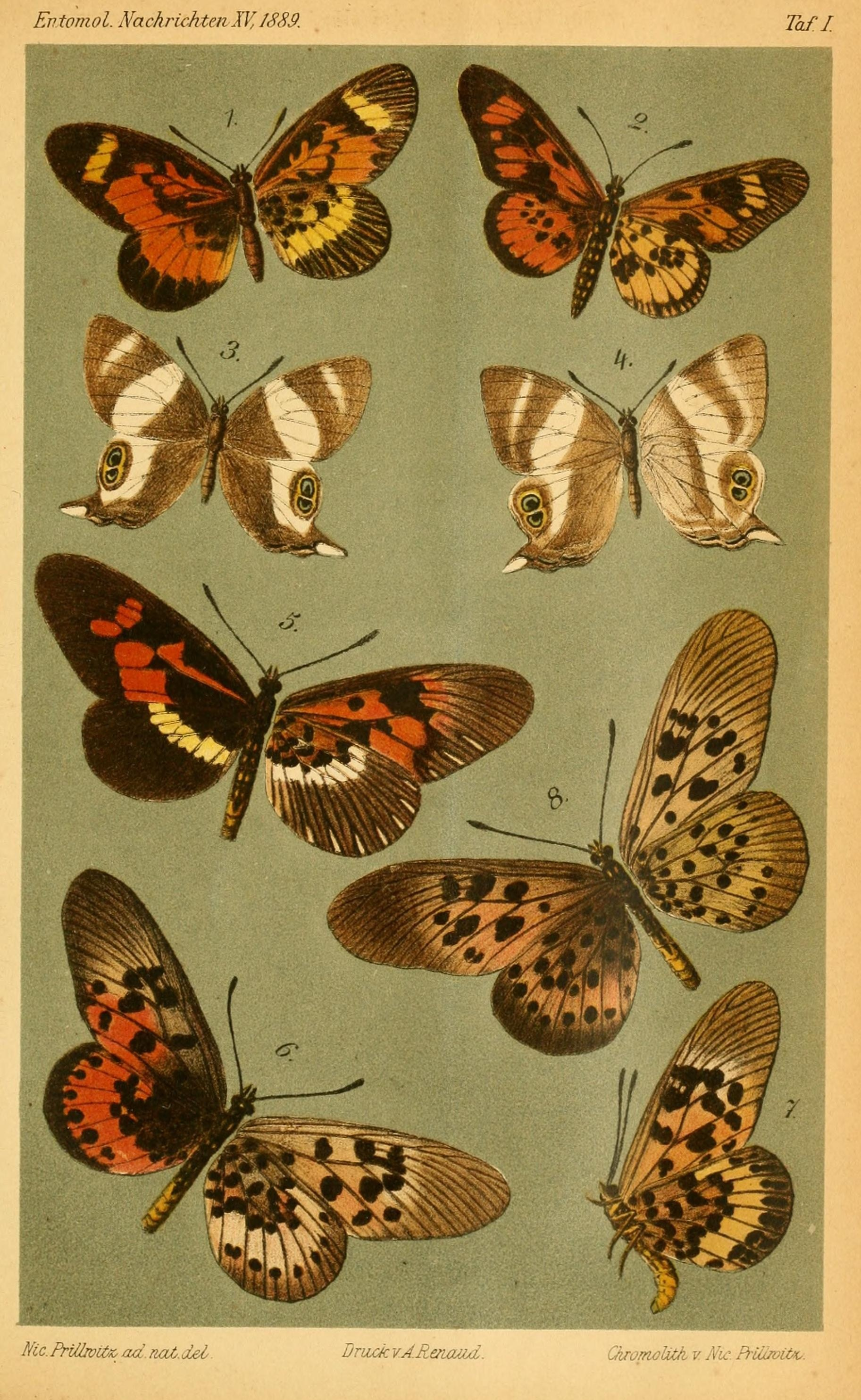
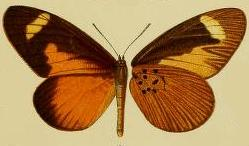
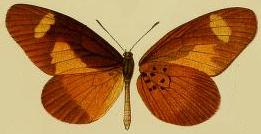
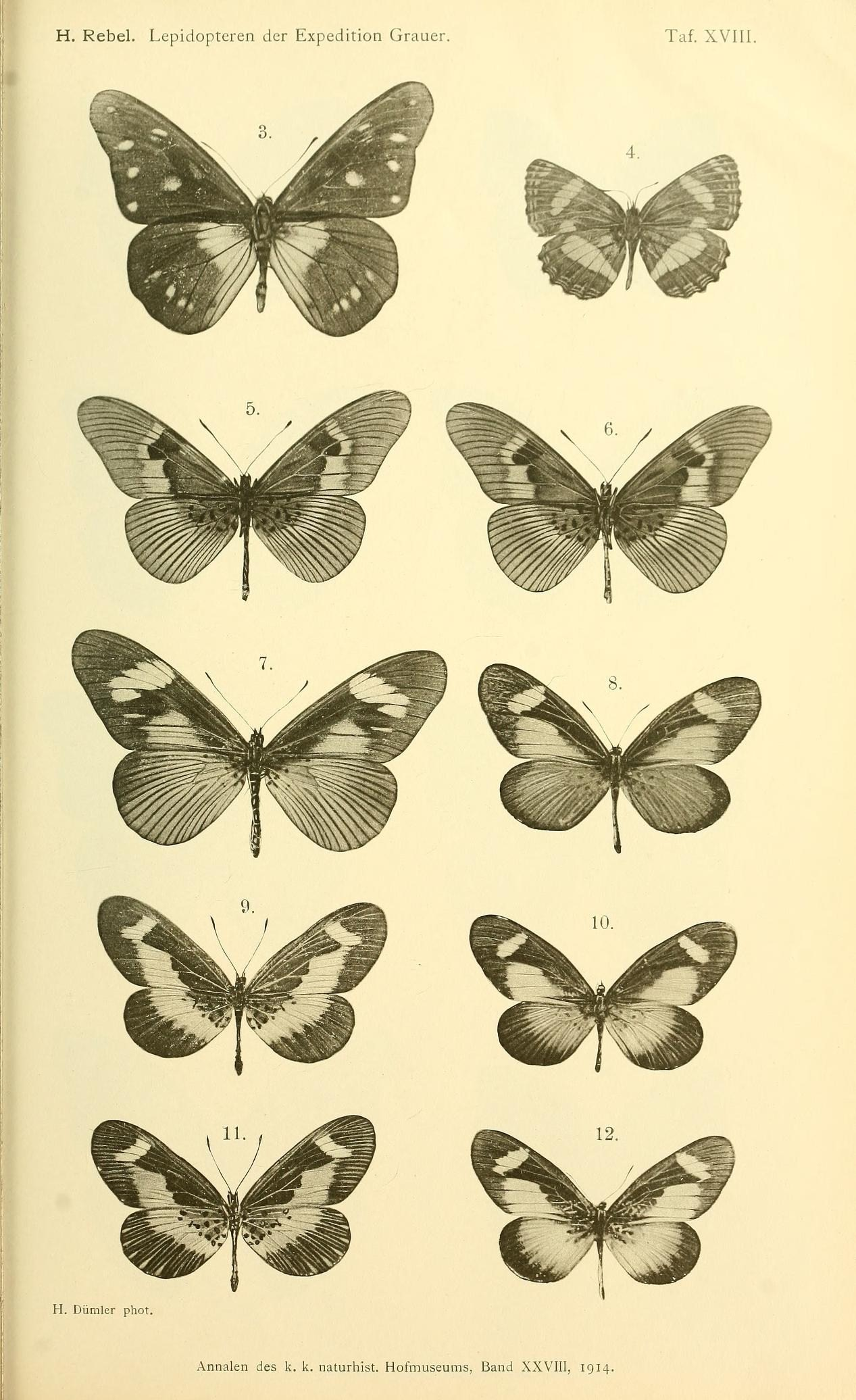

## Dottertaxa tillMimacraea, i alfabetisk ordning[1]
- Mimacraea alciopina
- Mimacraea angustata
- Mimacraea apicalis
- Mimacraea burgeoni
- Mimacraea charmian
- Mimacraea citrifascia
- Mimacraea costleyi
- Mimacraea darwinia
- Mimacraea dohertyi
- Mimacraea dubitata
- Mimacraea elgonae
- Mimacraea eltringhami
- Mimacraea ertli
- Mimacraea flavescens
- Mimacraea flavofasciata
- Mimacraea fulvaria
- Mimacraea gelinia
- Mimacraea graeseri
- Mimacraea incurvata
- Mimacraea karschioides
- Mimacraea krausi
- Mimacraea laeta
- Mimacraea landbecki
- Mimacraea latifasciata
- Mimacraea lineata
- Mimacraea luteomaculata
- Mimacraea mariae
- Mimacraea marshalli
- Mimacraea masindae
- Mimacraea media
- Mimacraea neavei
- Mimacraea neokoton
- Mimacraea neurata
- Mimacraea nzoia
- Mimacraea obsolescens
- Mimacraea paragora
- Mimacraea poultoni
- Mimacraea pseudepaea
- Mimacraea pulverulenta
- Mimacraea schmidti
- Mimacraea schubotzi
- Mimacraea skoptoles
- Mimacraea somereni
- Mimacraea telloides
- Mimacraea viviana